# Мена (місто)
Ме́на — місто в Україні, у Корюківському районі, Чернігівської області. Адміністративний центр Менської міської громади.

## Географія
Місто розташоване у центральній частині Чернігівської області на березі річки Мена.

## Назва

### Етимологія
Назва «Мена» найімовірніше походить від давньоруського слова «міна», що означає «обмін» або «торгівля». Існує припущення, що в давнину тут відбувався активний товарообмін. Також можливо, що місто отримало свою назву від річки Мена, яка протікає поруч.

## Історія
Мена — місто стародавнє. Тут мешкали люди ще за часів палеоліту. Меняни знаходили артефакти, що підтверджують сліди кельтів, скіфів, античних греків, арабів, балто-слов'янських племен та вікінгів. У XIX—XX ст. були виявлені залишки поселення доби бронзи (II тис. до н. е.), юхнівської культури, протослов'янських та слов'янських поселень І — V ст., часів Київської Русі Х — ХІІІ ст. Місцевими етнографами та науковцями було ідентифіковано 7 курганів, серед яких була виявлена і частково досліджена в XIX ст. російським археологом Дмитром Самоквасовим — Юркова могила, датована ХІ — ХІІ ст. Територія міста є унікальним археологічним ландшафтом де зосереджені культурні шари багатьох епох.

### Перша писемна згадка
Детальніше див.: Салтан О. М. Історичний, хронологічний та топонімічний аналіз походження міста Мени [Текст] / О. М. Салтан // Сіверянський літопис. Всеукраїнський науковий журнал. — 2015. — № 2 (122). — С. 91—128. http://dspace.nbuv.gov.ua/bitstream/handle/123456789/88809/08-Saltan.pdf?sequence=1 [Архівовано 2 лютого 2017 у Wayback Machine.]

### Перший опис міста від 20 лютого 1654 року
В городе ж Мене 2 ц(е)ркви древеные да в уезде в селех 4 ц(е)ркви древеные ж. А город Мена стоит к реке к Мене, окола посаду зделан вал земленой, по валу огорожено острогом дубовыми бре // внами, подле острога вместо рубленых торас зделаны торасы огорожено в забор колотым бревенем да насыпана землею, межи острога зделаны трое ворота проезжие на двух воротех две башни на третих воротах башни нет да глухих науголных десят башен, а башни на воротех и глухие науголные без кровел, а иные и без верхов, окола того острогу с трех сторон к реке Мене зделан ров и в том рву по обе стороны огорожено дубовыми бревнами; да ис того ж города зделаны к реке к Мене семь выходов // к воде для осадного времени; да в том городе поставлены две ц(е)ркви древеные: соборноя ц(е)рков во имя архангела Михаила, у тое соборные ц(е)ркви протопопа Алексей. Другая ц(е)рков во имя Успение Пресв(я)тые Б(огороди)цы, у тое ц(е)ркви служащей поп Стефан. Да от того ж города к реке Мене зделан отводной острог, где жил Адам Кисел; окола того острогу зделана осып земленая, на осыпи огорожено стоячим острогом, з дву сторон ров зделан к ре // ке Десне, да в том же рву подле реки Мены зделан пруд через пруд; ис того двора зделаны проезжие ворота на воротех башня покрыта тесом; да окола того двора зделана глухих наугольных пят башен да проезжие ворота в болшой острог; на тех воротех башни нет, да в том остроге устроены были хоромы Адама Киселя и те хоромы розламоны. Да к тому ж городу Мене уездные села село Смаковшино в том селе поставлена // ц(е)рков древеная во имя Успение Пресв(я)тые Б(огороди)цы, у тое ц(е)ркви служащей поп Костентин; другое село Бабичи; в том селе поставлена ц(е)рков древеная во имя архангела Михаила, у тое ц(е)ркви служащей поп Стефан; трете село Деговая на речке Деговки в том селе поставлена ц(е)рков древеная во имя Покрова Пресв(я)тые Б(огороди)цы, у тое ц(е)ркви поп Трофим; четвертое село Коковичи; в том селе поставлена ц(е)рков древеная во имя Покрова Пресв(я)тые Б(огороди)цы, у тое цер // кви служащей поп Данила, а козаки и мещане тех сел были у веры в городе Мене с сотником вместе. Да от того ж города Мены в уезде на реке Десне на острову устроен Максаковской м(о)н(а)стыр; в том мнстре поставлена ц(е)рков древеная во имя Введение Пресв(я)тые Б(огороди)цы, а в ц(е)ркви образов местных и деисусов на тяблах нет, на ц(е)ркви крест позлочен да в том же м(о)н(а)ст(ы)ре учели делат каменою ц(е)рков во имя Преображение Г(о)с(по)да Б(о)га и Сп(а)са нашего И(ису)са Хр(и)ста, а зделана тое ка // меные ц(е)ркви вверх по окна нижние, окола того м(о)н(а)ст(ы)ря огорожено дубовыми бревнами в забор; в том мнстре строител черной поп Иоасафат, у него черных попов девят ч(е)л(о)в(е)к, дьяконов пят ч(е)л(о)в(е)к, черных старцов сорок ч(е)л(о)в(е)к, тритцат ч(е)л(о)в(е)к м(о)н(а)стырских работников, а стро-ил им тот м(о)н(а)стыр Адам Кисел; да к тому ж м(о)н(а)ст(ы)рю Адам Кисел дал им на м(о)н(а)стырскую потребу село Холмы да село Адутово да село Высокое, а н(ы)не де в тех селах живут козаки и мещане, а оброков им не дают и всякие ра//боты м(о)н(а)стырские не работают и ни в чем их не слушают, а сколко в тех их селах мещан и оне про то не ведоют, потому что теми мещанами не владеют; да над рекою ж Десною от села Маковшины стоит девичей м(о)н(а)стыр, у том манастыре ц(е)рков древеная во имя Николы чюдотворца да в том же м(о)н(а)ст(ы)ре игуме-ня Антонида, с нею черных стариц петнатцат сестр, а вотчин и кр(е)стьян к тому девичьему м(о)н(а)ст(ы)рю не дано.
Присяжні книги. Білоцерківський та Ніжинський полки / Мицик Ю., Кравець М. / Ю. Мицик, М. Кравець. — К.: НАН України. — 2003. — 349 с.
Переклад Михайла Грушевського.
Мена — місто над р. Меною, обведене ровом і валом з палісадом і наповненими землею тарасами з деревляних паль. 10 наріжних веж глухих, дві з ворітьми, треті ворота без башти; башти некриті, а на деяких і верхи повалились. До води зроблено 7 виходів, на випадок облоги. Дві церкви, у соборній протопоп. Коло міста укріплений двір Кисіля обведений ровом з Десни до Меня, у тім рові уроблений став, з мостом через нього і брамою під баштою; 5 наріжних глухих башт, і ворота до міста. Сам двір Киселів розвалився. Недалеко на Десні Максаківський монастир що фундував Кисіль і надав 3 села. Монастир обведений дубовим тином; деревляна церква Воведенія, почато муровану церкву Спаса, але доведено тільки під нижні вікна; 10 єромонахів, 5 дияконів, 40 ченців, 30 робітників. Другий монастир над Десною — жіночий, деревляна церква св. Миколая; ігуменія і 15 сестер — черниць; маєтностей не мають, та і в селах Максаківського монастиря живуть тепер козаки і міщани, що на монастир нічого не дають і його не слухають. Всього в Мені з селами присягло 375 козаків, сотник, писар, осавул, хорунжий, 17 отаманів, міщан 490; оден земський староста, два соцькі.
- Грушевський М. С. Дещо з московської переписи 1654 р.: Біла Церква, Ставище, Лосевичи, Боярка, Фастів, Борзна, Бахмач, Конотоп Батурин, Сосниця, Мена, Новгород Сіверський, Стародуб / Історія України-Руси / М. Грушевський. — Т. 9. Кн. 2. — К.: Наукова думка. — 1997. — 776 с.

Див. докладніше: Менська сотня
Створена на початку 1654 р. як військова та адміністративна одиниця Ніжинського полку. Включала містечко Мену та села Бабичі, Дубравну, Дягове, Куковичі, Макошин, Ушню, Максаки.

### Колективізація та голодомор 1932—1933 років
Під час організованого радянською владою Голодомору 1932—1933 років помер щонайменше 21 житель міста.

### Під владою Третього Райху
Німецькі підрозділи зайняли Мену 6 вересня 1941 року. У місті було утворено районний осередок поліції та гестапо. З листопада 1941 по 13 вересня 1943 р. у місті діяла в'язниця, через яку пройшло близько 600 осіб, які складали радянські партійні активісти, євреї та особи, що вчинили побутові злочини. В'язницю (підпорядковану німецькому управлінню коменданта міста) було облаштовано у приміщенні колишнього готелю, у підвалі поліції.
Зважаючи на транзитний характер Мени, через неї (у напрямку Новгород-Сіверського та Корюківки) постійно пересувалися німецькі та мадярські військові частини. Старожили пам'ятають і італійців у яскравій формі, які помпезно їхали «туди» і з ганьбою «назад». Працювала й залізнична гілка сполучення, яка мала неабияке стратегічне значення, а макошинський міст через Десну ретельно охоронявся. Місцеве населення продовжувало працювати у колгоспах, які німці зберегли як зручну форму управління провінційним життям окупованої України

| Менський район Кращі земельні громади будуть наділені землею 23 березня в Мені відбулась нарада старост сіл, колгоспів, агрономів та керівників Менського і Березенського районів. Нарадою керував уповноважений від п. Коха із Ровно доктор сільськогосподарських наук. На нараді обговорювалось питання про підготовку до весняної посівної кампанії, а також про наділення землею. Доктор сільськогосподарських наук відмітив, що Менський район добре підготувався до весни і виконав поставки. За це 8 кращих земельних громад весною будуть наділені землею. Березенський район гірше впорався із своїми зобов'язаннями, і тому землею тут будуть наділені лише 4 земельні общини. Хто краще справляється з своєю роботою, той перший одержить і землю. О. Хлібороб. Окупаційна газета «Українське Полісся». – №36 від 29 березня 1942 р. |
| Дружно вийдуть у поле З великим піднесенням готуються до весняної сів би по всьому Менському району. З 42 громад, 30 уже повністю впорались з перечищенням та зсипкою у зерносховища посівного матеріалу. Зараз ці громади переключились на ремонт сільськогосподарського інвентаря. Решта громад закінчують підготовчі роботи. Довідавшись з часопису «Українське Полісся» про те, що в недалекому майбутньому аграрне питання буде розв'язане на користь працюючих, селяни ще з більшою енергією беруться до сільськогосподарської роботи. Тепер вони твердо знають, що працюватимуть не на колгоспи, а на самих себе. Коли настане весна, всі громади дружно і організовано вирушать у поле. О. Хлібороб. Окупаційна газета «Українське Полісся» за 18 березня 1942 р. |
| КОРИСНІ КОПАЛИНИ ЧЕРНІГІВЩИНИ (уривок) Льос — досить пухка маса світложовтого або сіруватого кольору. До його складу входять зерна кварцю з вапняно-глинистими прошарками. Льос — буруватого кольору, має перегній. Поклади льосу залягають зокрема біля чернігівського Троїцького монастиря, по березі річки Десни. Зустрічається він також всуміш глини або піску. Льосовидні суглинки, що вживаються для цегельного виробництва, залягають в Новгород-Сіверському, Любецькому та Менському районах. Окупаційна газета «Українське Полісся» за 21 серпня 1942 р. |

#### Знищення нацистами цивільного населення
Після захоплення міста нова влада провела перепис населення здійснивши етнічну стратифікацію жителів Мени які залишились на окупованій території. Як відомо, особливу увагу було приділено євреям, частина з яких (незважаючи на планомірний геноцид з боку нацистів) не полишила терени Менщини. Вже 15 вересня 1941 р. силами допоміжної поліції було виявлено і розстріляно 31 особу. У листопаді 1941 р. декілька сотень євреїв було знищено в Коропі, Городні, Борзні і Мені.
У Мені 20 грудня 1941 р. окупанти знищили 56 осіб єврейської національності. За даними Олександра Пагірі, з кінця 1941 до січня 1942 рр. 84 затриманих осіб почергово розстріляли на території єврейського кладовища, у саду колишнього райвиконкому та райвійськкомату. На міському єврейському кладовищі по вул. 8 березня, й до сьогодні височіє монумент у вигляді братської могили, що символом вшанування пам'яті замучених та знищених євреїв міста Мена.
У березні 1943 р. на полі біля Куковицького шляху було страчено 32 особи.
Меняни добре знали (а мешканці Киселівки бачили вогняну заграву) про знищення карателями цивільного населення містечка Корюківка 1-2 та 9 березня 1943 року.

#### Відновлення більшовицької окупації Мени
Місто було зайняте силами РСЧА визволено ввечері 18 вересня 1943 р.

### Повоєнний період
08.12.1966 р. Мена стало містом. У ній діяли плодоконсервний, маслоробний, комбікормовий заводи, завод сигаретних фільтрів, хлібозавод, цех Чернігівської дослідно-експериментальної фабрики лозових виробів, елеватор, комбінат побутового обслуговування, три загальноосвітні, музична і спортивна школи, лікарня, Будинок культури, два клуби, три бібліотеки, кінотеатр, краєзнавчий музей. В 1976 р. було створено зоопарк. В 1979 р. відкрито санаторій «Остреч», в 1990 р. дитячий оздоровчий табір «Казковий».

### Роки незалежності
За роки незалежності в місті відбулося ряд змін в соціально-економічному і культурному розвитку. Нині в місті діє 7 промислових підприємств, 2 сільськогосподарських підприємства і одне фермерське господарство, 96 підприємств малого бізнесу. 720 осіб займаються підприємницькою діяльністю. У місті працює 3 ринки, 2 торговельні майданчики, 45 магазинів, у тому числі 34 — приватні.
Працює гімназія, загальноосвітня школа І—ІІІ ступенів, три дитсадки, спортивна і музична школи, Станція юних техніків, районний Центр дитячої та юнацької творчості. Функціонують районний Будинок культури, Центр культури і дозвілля молоді, два клуби, дві бібліотеки. При районному Будинку культури діє народний ансамбль пісні й танцю «Менщина».
Працює краєзнавчий музей, зоопарк. 1993 відкрито Менську районну художню галерею, новий кінотеатр.
У Мені діють:
- два храми Української Православної церкви — святого преподобного Олексія, людини Божої, та святого великомученика Юрія Переможця;
- два храми УПЦ (Московського Патріархату) — Свято-Троїцька церква та храм Різдва Богородиці;
- парафія Української Греко-Католицької Церкви  — Успіння Пресвятої Богородиці (з 13 серпня 2018 року).

У місті з 2011 року існує інтернет-видання «Менщина». З 1931 р. виходить районна газета «Наше слово».

### Епідемія коронавірусу
25 квітня 2020 року в Мені було зареєстровано перший випадок інфікування COVID-19. Ним виявився 71-річний мешканець, який два місяці вже хворів.

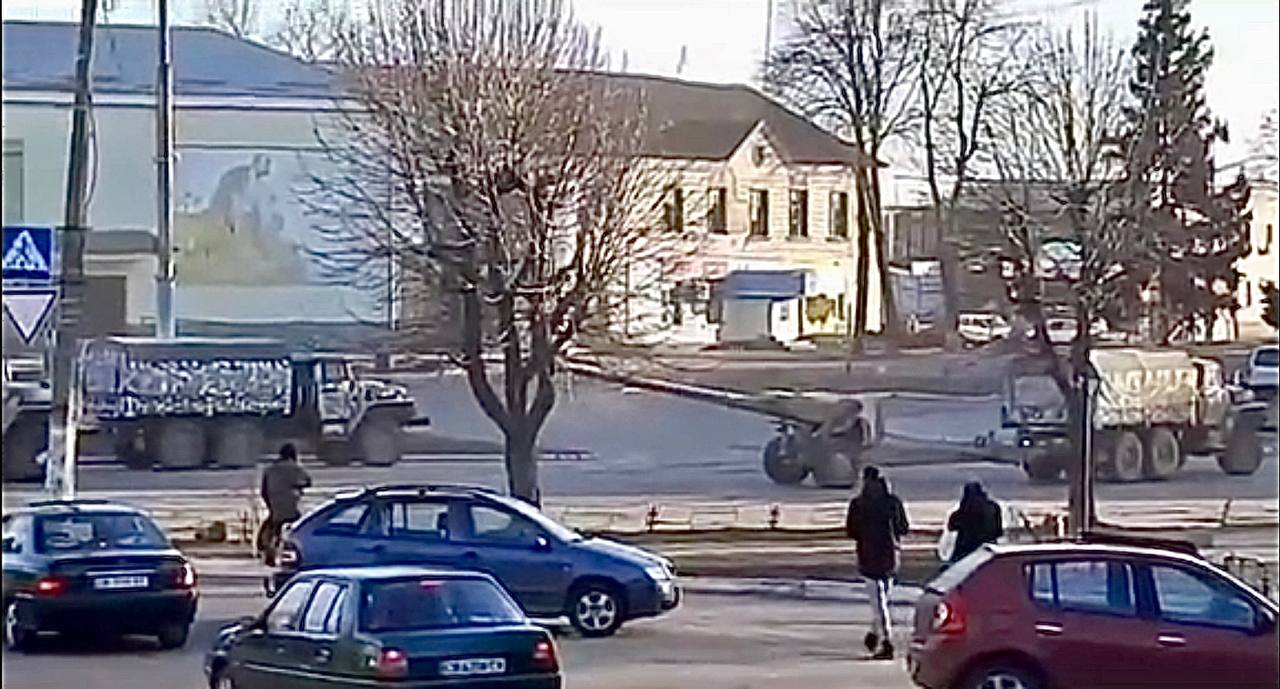
російська техніка в місті

### Російська окупація 2022 року. Визволення міста від рашистів.
Вранці 24 лютого (09:00) російські військові перетнули державний кордон України у пунктах пропуску «Грем'яч» і «Миколаївка»; просунулись до однойменних населених пунктів та м. Семенівка. Пізніше того ж дня, вони
дійшли до м. Новгород-Сіверський, смт Сосниця та м. Мена.
25 лютого (13:07) ЗСУ знищили колону російської техніку, що просувалась на Менському напрямку. Починаючи з 3 березня російські військові намагалися закріпитися у м. Мена, а з 5 по 9 березня здійснювали невдалі спроби наступу у напрямку м. Чернігів.
Станом на 4 квітня, с. Грем'яч та інші населенні пункти повністю перейшли під контроль ЗСУ.

## Населення

### Чисельність
Чисельність населення Мени, станом на 1 січня 2022 року, налічувало 10 935 осіб

### Національний склад
Розподіл населення за національністю за даними перепису 2001 року:
| Національність  | Відсоток |
| --------------- | -------- |
| українці        | 96,10 %  |
| росіяни         | 3,04 %   |
| білоруси        | 0,49 %   |
| інші/не вказали | 0,37 %   |

### Мова
Рідна мова населення за даними перепису 2001 року:
| Мова       | Чисельність, ос. | Доля     |
| ---------- | ---------------- | -------- |
| Українська | 10 174           | 73,70 %  |
| Російська  | 2 512            | 23,00 %  |
| Інші       | 97               | 4,40 %   |
| Разом      | 12 590           | 100,00 % |

## Мена в літературних творах
- Уродженець смт. Березна, Менського району, письменник і краєзнавець Корбач Іван Михайлович присвятив історії рідного краю історичні романи. Зокрема — роман «Сотники», про представників династії Сахновських, які в XVIII ст. керували Меною та Менщиною. Повість «Шляхами століть» — про історію літописного міста Березна. Роман «Їхала цариця нашим краєм», розповідає про історичний вояж Катерини II, яка подорожуючи до Криму, відвідала низку населених пунктів Менщини. Художня історична хроніка «Останній похід короля», описує події жовтня 1663 — березня 1664 рр., коли польський король Ян Казимир, на чолі армії, проходив територією Менщини, на шляху до Московії.

Вадим Колоток "Отруїти не того " . Книга опублікована на booknet

## Легенди пов'язані з містом
Згідно легендарної версії, менський сотник Сахновський Гнат Васильович (1696—1722), восени 1708 року, коли шведська армія Карла XII (1697—1718) перетнула кордон Гетьманщини, вирішив урятувати сотенні активи та особисті статки. За його наказом, козаки зробили дубову дерев'яну скриню, яку обсмолили смолою і, поклали в неї коштовності. Скриня, нібито, була опущена на дно річки Мена. За іншою версією, закопана та затоплена водами річки Остереч, у так званому «Куті», у районі майже однойменного урочища Остреч. За даними відомого менського краєзнавця Дмитра Панасовича Калібаби (1925—2005), скарб менського сотника було покладено в діжки і, у вищезгаданому місці, затоплено в болоті. Після завершення бойових дій в Україні, у роки Північної війни 1700—1721 рр., сліди скарбу Сахновського загубилися. З тих часів Меною поповзли плітки, чутки, та побрехеньки, про «золоту комору», яку ніби то колись сховав менський сотник. Після його смерті сліди «золотої комори» загубилися. Сахновський забрав із собою в могилу й будь-які конкретні відомості про скарб, залишивши нащадкам привід до роздумів про загадкове «Ельдорадо Менщини», пошуки якого до цього часу були безрезультатними.

## Пам'ятки історії, культури та природи
- Менський краєзнавчий музей ім. В. Покотила.
- Районна художня галерея (в будинку культури, 2-й поверх).
- Меморіал-обеліск слави воїнів-визволителів Другої Світової війни.

Пам'ятник героям ліквідації наслідків аварії на Чорнобильській АЕС. (2011 р.)
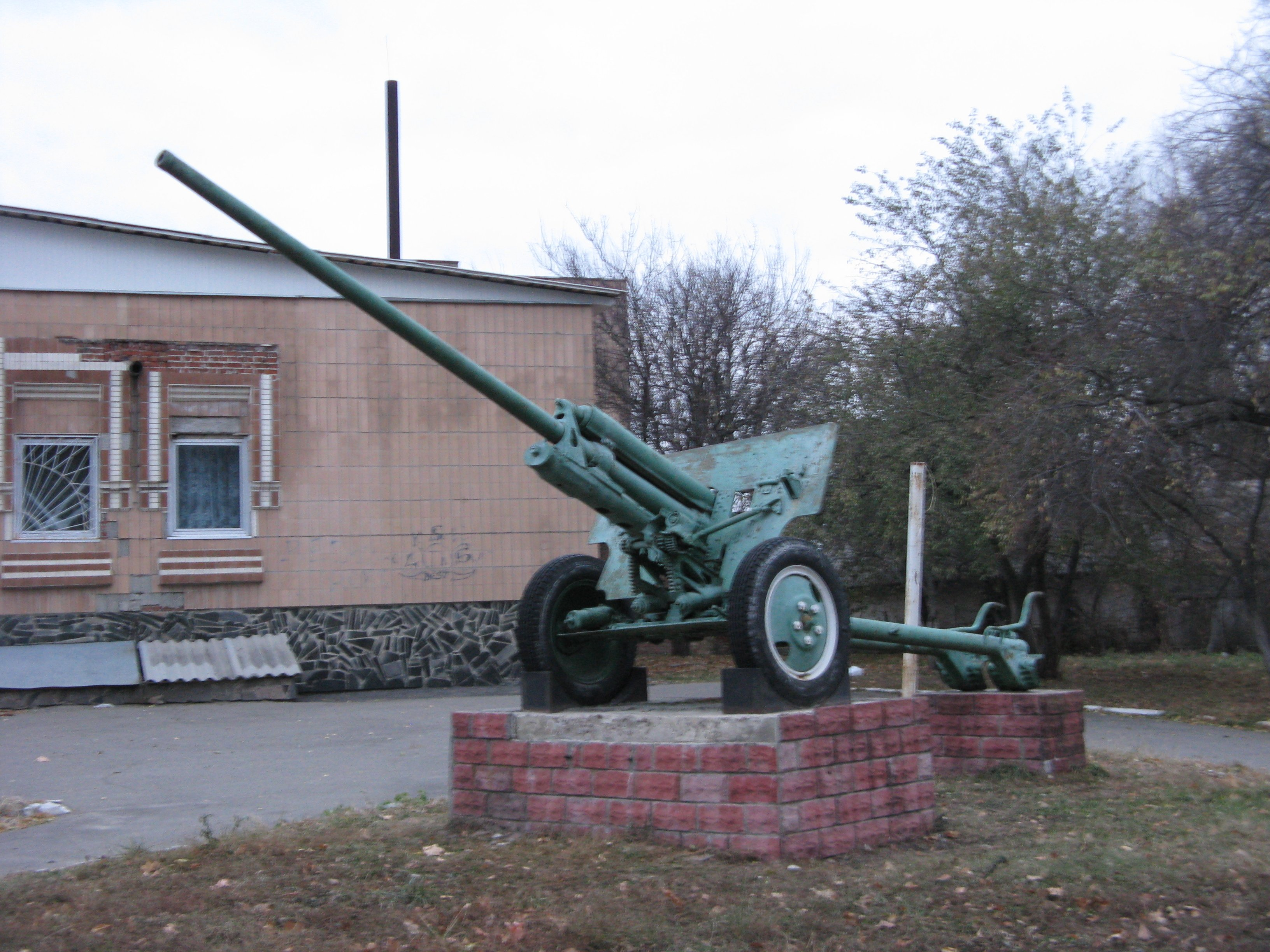

- Пам'ятник воїнам-афганцям біля місцевого кінотеатру. (2011 р.)
- Менський зоопарк — єдиний у країні зоопарк загальнодержавного значення, що розташований в райцентрі.
- Віковий дуб — ботанічна пам'ятка природи.
- Менська липа — ботанічна пам'ятка природи.
- Кут — гідрологічна пам'ятка природи.
- Троїцька церква, новобудова.

- Файл:Пам’ятник_афганцям_в_Мені_IMG_1722.jpgПам’ятник афганцям
- Файл:Мена_вікіекспедиція_1-11-2014_IMG_1499_14_пам’ятник.jpg

### Культурні заходи
- Троїцький ярмарок — проводиться кожного червня у зелену неділю. У програмі: виступи артистів та смаколики від господинь. У рамках ярмарку також проходить мистецький фестиваль гончарів «Куманець»;
- Свято Івана Купала — традиційне святкування на місцевому пляжі у ніч з 6 на 7 липня. Учасники можуть сплести та пустити на воду вінок, пострибати через вогнище, поводити хороводи;
- «ЛюМена» — фестиваль розвитку та світла. Проводиться влітку на місцевому пляжі. У програмі: виступи музичних гуртів, фотовиставки, фудкорт, пляжна вечірка, лаундж-сцена[12].

## Установи та підприємства

### Менський зоологічний парк

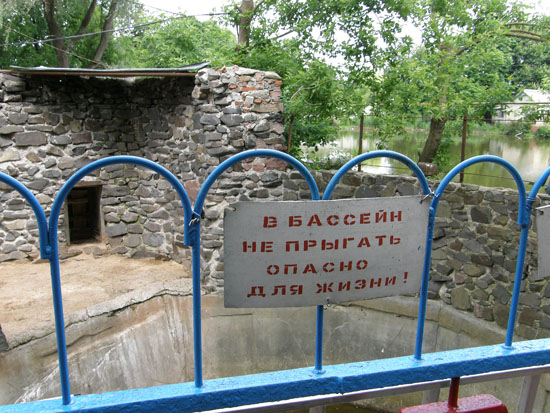
Менський зоопарк

Менський зоопарк загальнодержавного значення (11/2-578, площа 9 га, м. Мена).
Заснований у 1975 р. місцевими любителями природи (зокрема першим директором — Геннадієм Івановичем Полосьмаком) з метою організації екологічної освітньо-виховної роботи, створення експозицій рідкісних екзотичних та місцевих видів тварин, збереження їх генофонду, вивчення дикої фауни і розробки наукових основ її розведення у неволі.
У 1983 р. Менському зоопарку надано статус зоологічного парку загальнодержавного значення. В наш час в зоопарку утримуються земноводні, плазуни, риби, птахи та ссавці. Колекція налічує 900 тварин 120 видів, 17 з яких занесено до Міжнародної Червоної Книги. Найбільшу цікавість у відвідувачів викликають примати, тигр, лев, леопард, пума, бурі ведмеді, бізони, антилопи Німогау, верблюд, кенгуру, крокодили, пітони, папуги та інші.
За рік зоопарк відвідує близько 30 тисяч дорослих і дітей не тільки з Мени, району та області, а й з інших куточків України та закордону.
Зоопарк підтримує постійні зв'язки з іншими зоопарками України. Колекція тварин постійно поповнюється за рахунок придбання тварин у інших зоопарках та одержання приплоду від тварин, які тут утримуються.
Менський зоопарк, є єдиним районним зоопарком в Україні.

### Менська публічна бібліотека
Адреса: 15600, вул. Героїв АТО, 1, м. Мена
Фейсбук-сторінка публічної бібліотеки [Архівовано 1 квітня 2022 у Wayback Machine.]
Директор — Невжинська Олена Григорівна. Створена в листопаді 2018 року. Функціонують філії у всіх центрах старостинських округів.
Бібліотека є осередком культурно-мистецького життя міста та громади. Її працівники регулярно організовують та проводять численні заходи, що викликає особливу повагу серед мешканців міста та земляків.

### Санаторій «Остреч»
Заснований 1979 року. Розташований у сосновому бору, на березі озера. У 2 корпусах знаходиться 250 місць для відпочиваючих. Поблизу санаторію знаходиться відкрита 1995 року свердловина мінеральної води «Остреч». Впродовж 2000-х — 2010-х років точилася боротьба за власність над санаторієм. З 2015 року санаторій приймає на реабілітацію учасників війни на Сході України.
Для лікування використовуються торфо-пелоїдні грязі та мінеральна вода. Лікуються захворювання шлунку, печінки, нирок.

## Міські мікротопоніми
Кутки — Гуринівка, Піщанівка, Чугаївка, Ребрівка, Бобирівка, Дорошівка, Козинець, Замостя, Круча, Коворот, Шумаківка, Зимівка; урочища Кут, Остреч, Топовище, Березняки (Берізки); гора — Лиса; рівчаки — Сидорівна, Чертка, Іржавець, Прорізь; міст — Красний; річки — Остреч (нема), Бабка; поле — Гайовий; долина — Лози; хутір Солтанів (нема).

## Народні приказки про місто
1. «У Мені людей дві жмені».

## Міські храмові свята
| Район міста                           | Свято          | Дата                             |
| ------------------------------------- | -------------- | -------------------------------- |
| Гуринівка, район залізничного вокзалу | Теплий Олексій | 30 березня                       |
| за Червоним мостом                    | Трійця         | Через сім тижнів після Великодня |
| Піщанівка                             | Друга Пречиста | 21 вересня                       |

## Відомі особистості

### Уродженці міста
- Мельникова Ірина Миколаївна (1918—2010, Київ) — український історик Словаччини та Чехії. Богемістка. Доктор історичних наук. Член-кореспондент НАН України.
- Варфоломій (Любарський) (1699, посад Мена — 1774, Вятка) — єпископ Вятський і Великопермський Руської православної церкви.
- Адам Сталони-Добжанський (1904—1985, Краків) — визнаний у світі художник, графік, реставратор пам'яток мистецтва, професор Краківської академії мистецтв[20].
- Сова Олександр Георгійович (нар. 1972) — народний депутат України IX-го скликання.
- Євлаш Ілля Олегович (нар. 1996) — речник Повітряних Сил України.
- Мигуля Олександр Володимирович (1997—2024) — український військовослужбовець, капітан, пілот. Кавалер ордена «За мужність» III та II ступеня.

### Видатні жителі
- Аграновський Абрам Давидович — російськомовний радянський письменник єврейського походження.
- Верьовка Григорій Гурійович — український композитор і хоровий диригент, педагог. Народився в Березні.
- Волович Хава Володимирівна (1916—2000) — репресована радянською владою письменниця, актриса, режисерка. Її мемуари про життя в таборах є вражаючими. Народилась у Сосниці, померла в Мені.
- Калібаба Дмитро Панасович (1925—2005) — народився в с. Ушня, проживав і працював у Мені. Відомий краєзнавець, колекціонер українських старожитностей, член Спілки журналістів України, один з ініціаторів створення шкільного краєзнавчого музею, який потім переріс в районний, районної художньої галереї.
- Кисіль Адам — православний сенатор Речі Посполитої XVII ст., магнат і меценат, русин за походженням. Володів селами Менщини. Фундатор місцевих православних монастирів і храмів.
- Корень Терентій Савич — чемпіон світу 1912 року з вільної боротьби. Народився в Блиставі.
- Кочур Григорій Порфирович (1908—1994) — уродженець с. Феськівка, навчався і працював у Мені. Український перекладач і поет, член Спілки письменників України, лауреат Державної премії ім. Т. Г. Шевченка 1995 р. і республіканської літературної премії ім. М. Т. Рильського.
- Лук'янова (Лисиця) Олена Михайлівна (1922) — народилася в Блистові, деякий час проживала в Мені. Лауреат Державної премії України, доктор медичних наук, член-кореспондент Академії медичних наук, професор, заслужений діяч науки, почесна громадянка Києва.
- Пархоменко Т. М. — кобзар. Народився у Волосківцях.
- Покотило Володимир Федорович (1924—1989) — відомий менський краєзнавець, та етнограф, засновник районного музею.
- Савченко Степан — літературознавець і етнограф з с. Синявка.
- Ткаченко-Галашко Петро — кобзар родом з с. Синявки, учень Т. Пархоменка

### Знамениті кобзарі і лірники
- Бешко Андрій Ларіонович (? — 1855).
- Гойденко (Гайдук) Андрій Матвійович (перша половина XIX ст.).
- Гребень Аврам Родіонович (1878—1961).
- Корнієвський Олександр Самійлович (1889—1988) — народився в с. Данилівка. Відомий майстер бандур та інших музичних інструментів, кобзар.
- Пархоменко Терентій Макарович (1872—1911).
- Симоненко Дем'ян Гаврилович (1871—1948).
- Ткаченко-Галашко Петро Федорович (1878—1918).

### Мешканці міста— учасники війни з Росією
- Титаренко Сергій Миколайович
- Андрейченко Максим Павлович
- Жеребило Вадим Володимирович
- Головатий Максим Сергійович
- Ільчишин Олександр Михайлович
- Горбач Віталій Борисович
- Крутий Віталій Олександрович (14 вересня 1983, Дягова — 12 травня 2024, поблизу Металівки)[21][22][23][24][25]
- Мигуля Олександр Володимирович

## Очільники міста (1993— сьогодення)
Список складений на основі Менщина в полі зору
- 22.09.1993 — 30.09.2010 р. — Михайло Дмитрович Кадушко.
- 16.11. 2010—2015 р. — Федір Іванович Фесюн.
- осінь 2015 — Геннадій Анатолійович Примаков.

## Міста-побратими
- Домброва, Польща
- Жиракув, Польща
- Бірштонас, Литва
- Новий Їчин, Чехія
- Тлумач, Україна (2025)[27]

## ЗМІ
Сусіди.City [Архівовано 6 квітня 2020 у Wayback Machine.] — міське інтернет-видання, створене у жовтні 2018 року колективами редакцій корюківського «Маяка» і менського «Нашого слова» та Агенцією розвитку локальних медіа «Або».

## Цікаві факти
Мена-столиця тютюну. Вже у статистичному огляді Чернігівської губернії 1847 р. зазначалося, що містечко Мена Сосницького повіту вважається центром тютюнової промисловості. На землях Менщини вирощували тютюн типу «буркун». Працівників, які вирощували тютюн, називали «бакутниками». У 70 — 90-х роках XIX ст., після побудови тютюново — ферментаційного заводу для покращення якості тютюну, зі станції Мена щорічно відвантажували десятки тисяч пудів тютюну. Відправляли його до Варшави, а також до Риги та інших міст Балтії.

## Відео
- Презентація міста Мена [Архівовано 16 вересня 2014 у Wayback Machine.]
- MenaVideo [Архівовано 10 лютого 2015 у Wayback Machine.]
- Мена online [Архівовано 17 лютого 2017 у Wayback Machine.]